# Región de San'in

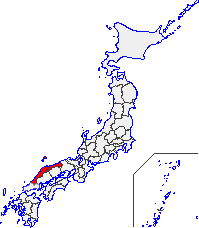
Ubicación de la región de San'In-￼

La región San'in (山陰地方, San'in　Chihō) és un área en el suroeste de Honshū, la isla principal de Japón. Se compone de la parte norte de la región de Chūgoku, frente al Mar de Japón. El nombre San'in significa "norte, sombra (yin) lado de la montaña" y contrasta con la San'yō o "el sur, soleado (yang) lado de la montaña "a la región sur. 
La región se considera en general que incluyen las prefecturas de Shimane, Tottori y el lado norte la zona de Yamaguchi. 
El San'in abarca el pre-Meiji, las provincias de Tamba, Tango, Tajima, Inaba, hōki, Izumo, Iwami y Oki.